# محمد سبيل (لاعب كرة قدم مواليد 1991)
محمد سبيل موسى (مواليد 8 سبتمبر 1991، لاعب كرة قدم إماراتي يجيد اللعب كمدافع مع نادي كلباء الإماراتي.
لعب مع نادي الشباب ونادي الجزيرة الحمراء ونادي مسافي ونادي دبي ونادي عجمان ونادي كلباء.